# The Tunes
The Tunes is een Nederlandse band die folk 'n roll maakt, een kruising van rock-'n-roll en folk. De band werd in Alkmaar opgericht door Misha Velthuis, Remco Sietsema, Jelle Himmelreich en Max Sombroek. In poppodium Victorie (voorheen Atlantis) ontmoetten ze drummer Aram Haagsman, waarna ze besloten met zijn vijven een bus te kopen en naar Frankrijk te gaan om daar op straat te spelen. Met de liedjes die daar ontstonden won de band de Amsterdamse Popprijs in 2008, de daaropvolgende SENA POPnl Award en speelden ze bij rondreizend muziekfestival de Popronde. Begin 2009 stonden ze in het televisieprogramma De Wereld Draait Door.
In 2010-2011 speelden ze onder andere op Eurosonic Noorderslag, Zwarte Cross, Paradiso, Appelpop en het Amsterdamse Bevrijdingsfestival en brachten ze hun eerste twee singles uit, Humanity Insanity en Apples. 3VOOR12 maakte, toen de bandbus die ze naar Frankrijk had gebracht het eindelijk begaf, een speciaal item over hun Treintour. Het nummer Let the sun shine is te horen op de soundtrack van de film All Stars 2: Old Stars.
Debuutalbum Pududu! verscheen op 18 november 2010 in eigen beheer via een samenwerking met Rough Trade en Chrysalis Songs en werd nog voor verschijning opgenomen in de hotlist van muziekmagazine OOR.

## Discografie

### Albums
| Album met eventuele hitnotering(en) in de Nederlandse Album Top 100 | Datum van verschijnen | Datum van binnenkomst | Hoogste positie | Aantal weken | Opmerkingen        |
| ------------------------------------------------------------------- | --------------------- | --------------------- | --------------- | ------------ | ------------------ |
| Pududu!                                                             | 18-11-2010            | 27-11-2010            | 4               | 1            | Alternative Top 30 |